# Sarcina

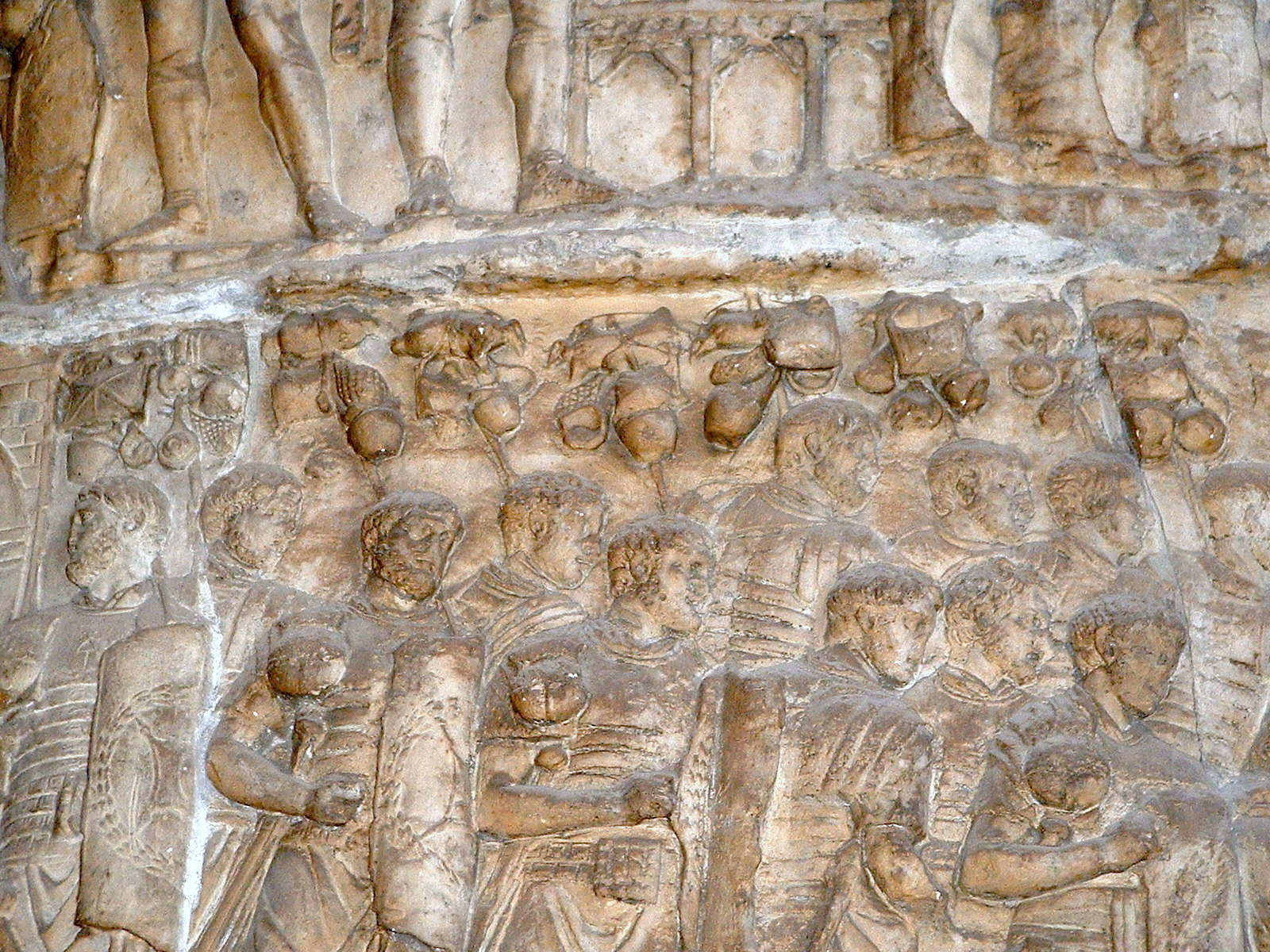
Abbildung von der Trajanssäule

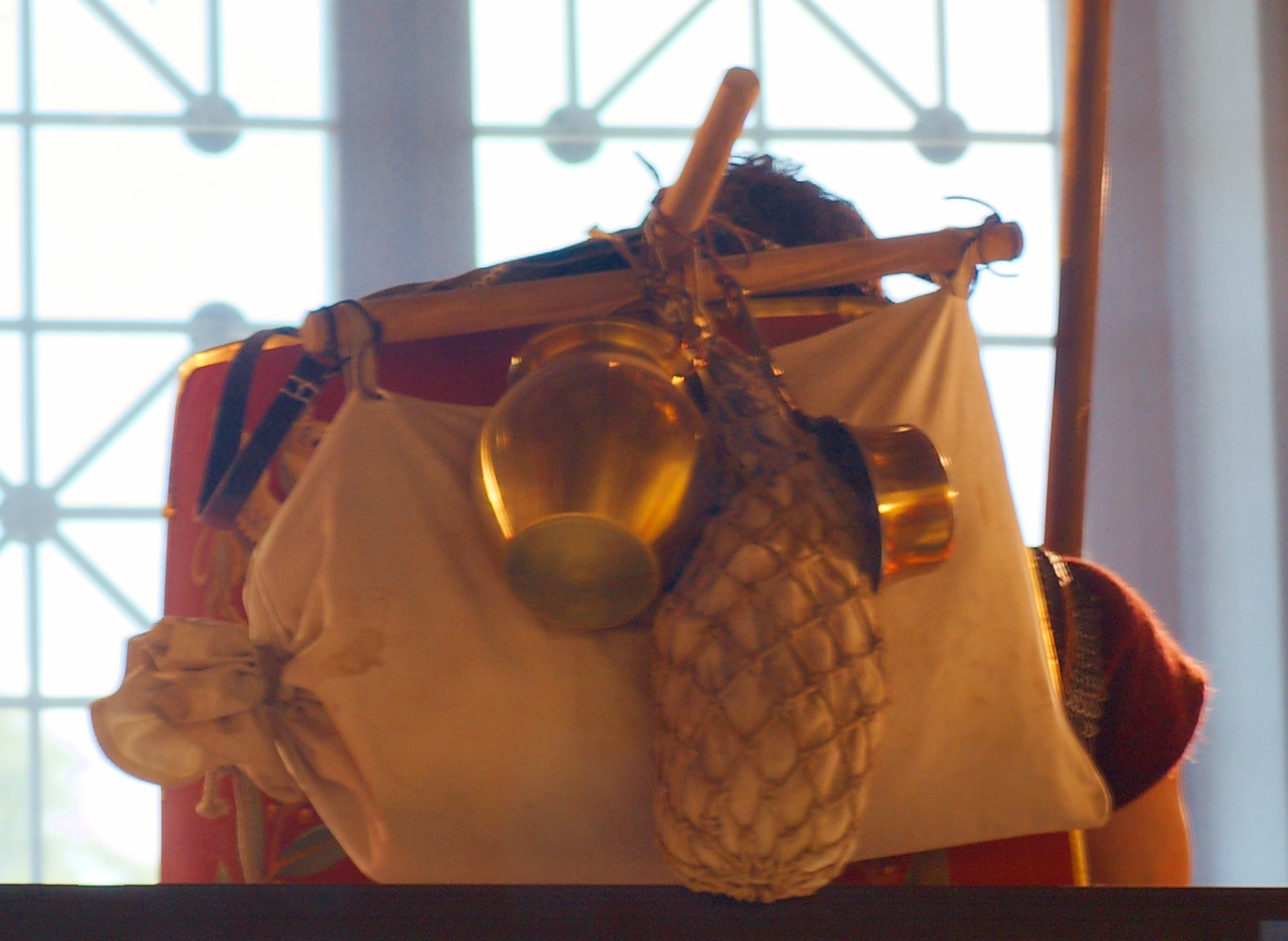
Nachbildung im Museum Carnuntum

Sarcina bezeichnet das Marschgepäck einer römischen Legion bzw. des einzelnen Legionärs.
Wenn die Legionäre beziehungsweise römischen Soldaten auf dem Vormarsch oder mehrere Tage unterwegs waren, führte jeder sein eigenes Marschgepäck mit sich. Dies bestand aus einem Gepäckbündel (sarcina), das an einer kreuzförmigen hölzernen Tragestange (furca) festgemacht und über der Schulter getragen wurde. Im Mantelsack (mantica) befand sich ein Fell zum Schlafen, eine metallene Feldflasche für etwa 1 Liter (ampulla), ein Bronzeeimer (situla), zum Wasserholen oder als Kochtopf benutzt, eine bronzene Kasserolle (patera) als Mehrzweckgeschirr zum Trinken oder Schöpfen, eine Ledertasche (pera) für Kleinigkeiten und persönliche Gegenstände (Messer, Löffel, Holzkamm, Riemen, Geld und anderes), ein Proviantnetz (reticulum) mit Proviant für einige Tage (jeder Soldat führte seine Getreideration mit sich) sowie in kühleren Regionen Wollstrümpfe, später auch kurze Hosen sowie ein Kapuzenmantel aus Wolle (paenula). Insgesamt wog das Marschgepäck zwischen 18 und 20 Kilogramm.